# گورستان دول جی جه
گورستان دول جی جه مربوط به هزاره ۵ قبل از میلاد - عصر برنز است و در شهرستان سلسله، بخش مرکزی، دهستان یوسفوند، روستای گریران علیا واقع شده و این اثر در تاریخ ۲۸ اسفند ۱۳۸۵ با شمارهٔ ثبت ۱۸۷۸۶ به‌عنوان یکی از آثار ملی ایران به ثبت رسیده است.